# San Andrés, San Antonino el Alto
San Andrés är en ort i Mexiko.   Den ligger i kommunen San Antonino el Alto och delstaten Oaxaca, i den sydöstra delen av landet, 400 km sydost om huvudstaden Mexico City. San Andrés ligger 2 147 meter över havet och antalet invånare är 331.
Terrängen runt San Andrés är kuperad åt nordost, men åt sydväst är den bergig. Runt San Andrés är det ganska tätbefolkat, med 54 invånare per kvadratkilometer. Närmaste större samhälle är San Miguel Peras, 11,3 km norr om San Andrés. I omgivningarna runt San Andrés växer i huvudsak blandskog.